# Copiapoa bridgesii
Copiapoa bridgesii (укр. коп'япоа Бріджеса; синоніми: Copiapoa marginata var. bridgesii, Echinocactus bridgesii) — сукулентна рослина з роду коп'япоа родини кактусових. Кімнатна декоративна культура. Рослина названа на честь англійського дослідника й мандрівника XIX століття Томаса Бріджеса.

## Опис
Рослини поодинокі або кущисті, еліптичної або коротко-циліндричної форми. Стебло досягає 16 см заввишки і 10 см завширшки. Верхівка звужена і опушена.
Ребер 10, округлих, розділених глибокими, дещо хвилястими борознами. Ареоли круглі. Молоді ареоли в апікальній зоні мають темно-коричневу або чорну повсть.
Радіальних колючок 5-7, прямих (або майже прямих), нижня — найпотужніша, променеподібно розташованих, жорстких, молодих — шоколадного відтінку, старіючих — сіруватих. Центральна колючка одна, жорстка, довжиною до 3 см.
Квітки жовті, завширшки до 2,5 см. Зовнішні пелюстки мають червонуватий відтінок. Квіткова трубка шерстиста (можна припустити спорідненість з Copiapoa solaris). Тичинкові нитки і пиляки жовтуваті. Приймочка 11-дільної маточки жовта.
Вид відрізняється мінливістю.

## Поширення
Ареал цього кактуса охоплює Чилі, де він зростає в пустелі Атакама і на прибережних пагорбах.

## Утримання
Витримує температуру не нижче 10 °C. Сухе утримання взимку, помірний полив влітку.